# Mpapura
Mpapura ist ein Verwaltungsbezirk (Ward) des Distrikts Mtwara in der tansanischen Region Mtwara an der Grenze zur Region Lindi. 

## Geografie
Mpapura liegt im Südosten von Tansania etwa 25 Kilometer westlich von Mtwara am Fluss Mambi. Die Fläche des Bezirks beträgt 87 Quadratkilometer. Bei der Volkszählung 2022 lebten hier 6831 Menschen in 1908 Haushalten.

## Gliederung
Der Bezirk besteht aus vier Gemeinden (Mtaa) mit 17 Orten (Kitongoji):
| Utende - Mkakala - Utende - Kidololo - Nakutu | Mpapura - Shuleni - Sokoni - Minjaleni - Majengo - Namnamba | Nanyani - Nanyani - Mnyanje - Namalombe - Nakatavala | Mabatini - Mabatini - Migombani - Mwaha - Nang'ambe |

## Wirtschaft und Infrastruktur
- Gesundheit: Im Bezirk liegen zwei staatliche Apotheken, eine in Mpapura[6] und eine in Nanyani.[7]